# 邢慧娜
邢慧娜（1984年2月25日—），中国女子田径选手，2004年夏季奥林匹克运动会田径女子10000米金牌得主。她是第一位获得女子10000米奥运冠军的亚洲运动员，也是继王军霞后第二位获得中长跑项目奥运冠军的中国运动员。

## 简历
邢慧娜出生于山东省潍坊市寒亭区北郊，农民家庭。祖父三等甲级伤残军人，曾参加淮海战役，负伤后复员回乡；父亲邢化昌，母亲张玉娟，育有两个女儿，邢慧娜排行老大。邢慧娜因1994年底赤脚参加潍坊寒亭区小学生越野赛并获得第一名而被引起寒亭区体育学校校长胥军利的注意；1995年3月参加潍坊市中小学生春季越野赛并获得好成绩，之后经胥军利的介绍和推荐进入潍坊体育运动学校，师从迟玉斋教练开始正规田径中长跑训练；1999年2月入山东省体育运动技术学院师从尹延勤教练，2002年入中国国家田径队。2004年8月27日晚，邢慧娜在不被看好的情况下在冲刺阶段反超夺冠热门、埃塞俄比亚选手埃杰加耶胡·迪巴巴，以30:24.36获得雅典奥运会女子10000米金牌，她最后一圈甚至跑进了惊人的63秒。

## 主要成绩
- 1998年：山东省第十九届运动会，分别获得女子3000米、1500米冠军；
- 2001年：中国第九届运动会，女子1500米－第七名，5000米－第二名；
- 2002年：韩国釜山，第十四届亚运会，10000米第3名，5000米第4名；
- 2003年
  - 法国巴黎2003年世界田径锦标赛，女子10000米以30分31秒55获第七名；
  - 中国第五届城市运动会，分别获得女子5000米、10000米2项冠军，女子1500米亚军；
- 2004年：
  - 2004年5月中国全国田径锦标赛1500米、5000米2项冠军，女子10000米亚军；
  - 2004年雅典夏季奥运会：8月27日 以30分24秒36成绩获得女子10000米比赛冠军，为本届奥运会继刘翔男子110米栏之后中国田径的第二枚金牌；女子5000米以14分56秒01进入决赛，最终列第8位。
- 2005年：十运会，5000米和10000米冠军，但1500米因為违反田径比赛规则第163条第二款而被取消冠軍資格。